# Idioma yansi
Yans (yanzi o yansi) es una lengua bantú hablada en la República Democrática del Congo. 
Hay seis variedades de lenguaje que Guthrie clasificaba como Bantu B.85 (Yans). De acuerdo con Nurse (2003), la mayor parte pertenece a las lenguas yaka, aunque uno o dos se asignan a las lenguas boma-dzing (ex-Yanzi), aunque él no dice cuál. Maho (2009) señala que la variedad Tsong de Yansi es el lenguaje "songo" sin clasificar por "Ethnologue", y así puede ser el que no pertenece al resto. Ehret (2009), sin embargo, retiene la mayoría de las variedades en B.80, y sólo clasifica "Yanz Kimatu" como Yaka. Las seis variedades de Guthrie son:
- B.85A Mbiem, Yansi occidental
- B.85B East Yans
- B.85C Yeei
- B.85D Tsong (Itsong, Nsong, Ntsuo, "Songo")
- B.85E Mpur (Mput)
- B.85F Tsambaan